# Kleinlibellen

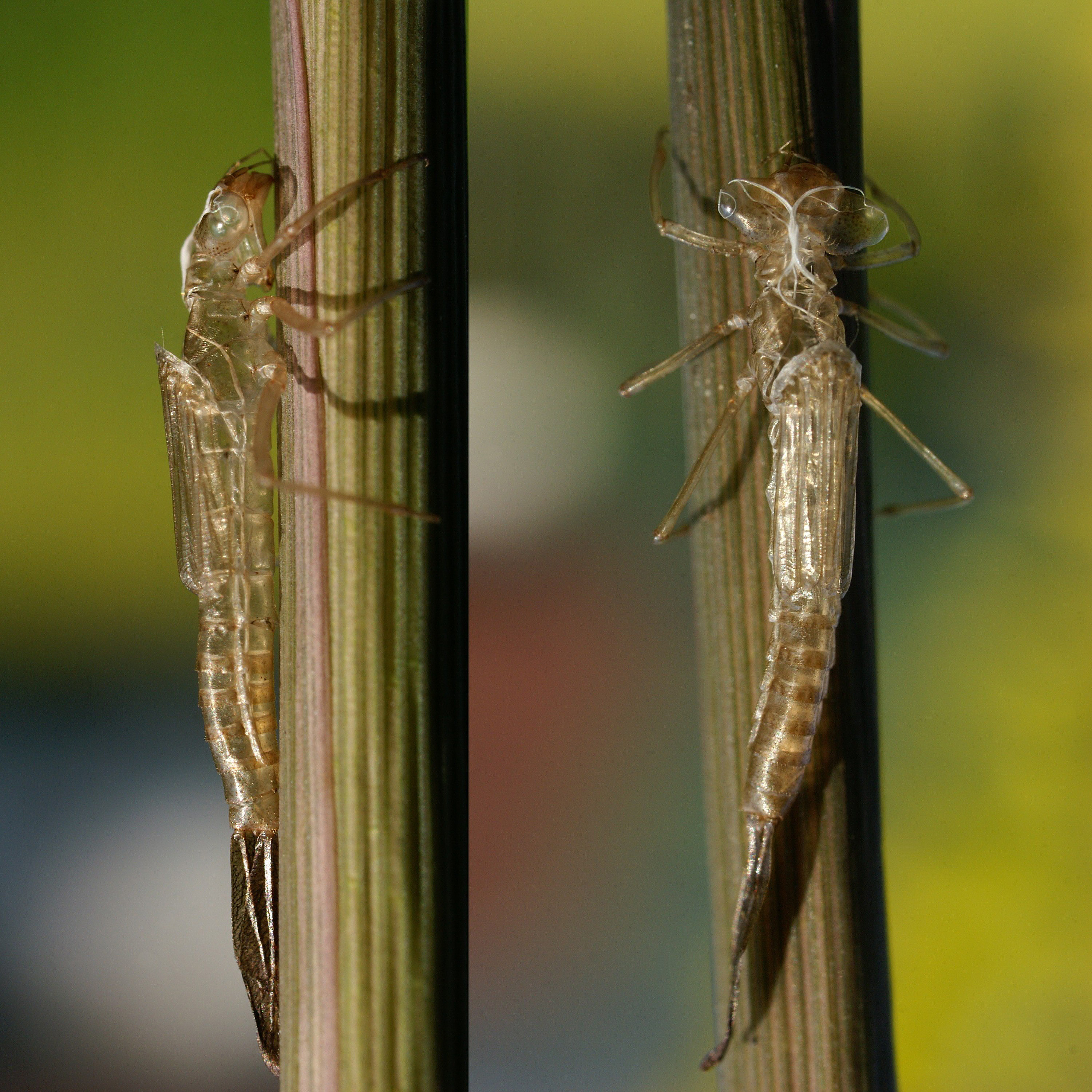
Exuvie einer Kleinlibelle

Kleinlibellen oder Wasserjungfern (Zygoptera) sind eine Unterordnung der Libellen (Odonata), die in 19 Familien mit rund 2600 Arten untergliedert werden. Aus Deutschland sind 28 Arten der Kleinlibellen bekannt.

## Merkmale
In Europa erreichen die Zygoptera höchstens eine Flügelspannweite von 70 mm, die kleinste Art misst nur 19 mm. Ihr Körper ist schlank.
Ihre Augen liegen an der Seite des Kopfes, sind knopfförmig und berühren einander oben nie. Kleinlibellen legen ihre Flügel in Ruhestellung zur Oberseite des Thorax hin zusammen, nach hinten direkt über den Hinterleib. Durch den schrägen Bau des Thorax ist diese Ruhestellung ohne ein Flügelgelenk, wie es die Neuflügler besitzen, möglich. Vorder- und Hinterflügel haben fast die gleiche Form. Ihr Flug ist im Gegensatz zu den Großlibellen relativ langsam und scheint flatternd und unregelmäßig.
Die Larven der Kleinlibellen besitzen am Hinterleibsende mehrere blattförmige Anhänge, die der Unterstützung der Atmung, aber auch als Ruderorgane zur Fortbewegung im Wasser dienen.

## Lebensweise
Die Larven leben im Wasser. Die hemimetabolen Tiere führen nach dem Schlüpfen einen „Jungfernflug“ aus, wobei sie sich oft weit von den Brutgewässern entfernen. Die adulten Tiere findet man meist in der Nähe von Gewässern.
Die Imagines und die Larven ernähren sich räuberisch.

## Schutz
Alle Libellenarten sind in der Bundesrepublik Deutschland durch die Bundesartenschutzverordnung besonders geschützt. Ob die Larvalhäute der Imaginalhäutung, die Exuvien, gesammelt werden dürfen, oder ob dafür eine Ausnahmegenehmigung erforderlich ist, ist derzeit noch nicht abschließend entschieden.

## Systematik

### Überfamilien und Familien
Eine etablierte und in weiten Bereichen akzeptierte Klassifikation:
- Hemiphlebioidea
  - Hemiphlebiidae
- Coenagrionoidea
  - Coenagrionidae
  - Isostictidae
  - Platycnemididae
  - Platystictidae
  - Protoneuridae
  - Pseudostigmatidae
- Lestoidea
  - Lestidae
  - Lestoideidae
  - Megapodagrionidae
  - Perilestidae
  - Pseudolestidae
  - Synlestidae
- Calopterygoidea
  - Amphyipterygidae
  - Calopterygidae
  - Chlorocyphidae
  - Dicteriadidae
  - Euphaeidae
  - Polythoridae

### Familien und Arten in Europa
- Prachtlibellen – Calopterygidae
  - Blauflügel-Prachtlibelle – Calopteryx virgo
  - Gebänderte Prachtlibelle – Calopteryx splendens
  - Südwestliche Prachtlibelle – Calopteryx xanthostoma (Mittelmeergebiet)
  - Bronzene Prachtlibelle – Calopteryx haemorrhoidalis (Mittelmeergebiet)
- Teichjungfern – Lestidae
  - Gemeine Winterlibelle – Sympecma fusca
  - Sibirische Winterlibelle – Sympecma paedisca
  - Glänzende Binsenjungfer Lestes dryas
  - Gemeine Binsenjungfer – Lestes sponsa
  - Kleine Binsenjungfer – Lestes virens
  - Südliche Binsenjungfer – Lestes barbarus
  - Dunkle Binsenjungfer – Lestes macrostigma
  - Weidenjungfer – Lestes (Chalcolestes) viridis
  - Östliche Weidenjungfer – Lestes (Chalcolestes) parvidens (Südosteuropa)
- Federlibellen – Platycnemididae
  - Blaue Federlibelle – Platycnemis pennipes
  - Weiße Federlibelle – Platycnemis latipes (Südwesteuropa)
  - Orangerote Federlibelle – Platycnemis acutipennis (Südeuropa)
- Schlanklibellen – Coenagrionidae
  - Frühe Adonislibelle – Pyrrhosoma nymphula
  - Scharlachlibelle – Ceriagrion tenellum
  - Zwerglibelle – Nehalennia speciosa
  - Große Pechlibelle – Ischnura elegans
  - Kleine Pechlibelle – Ischnura pumilio
  - Spanische Pechlibelle – Ischnura graellsii (Iberische Halbinsel, Südfrankreich)
  - Insel-Pechlibelle – Ischnura genei (Westliches Mittelmeer)
  - Pokaljungfer – Erythromma lindenii
  - Großes Granatauge – Erythromma najas
  - Kleines Granatauge – Erythromma viridulum
  - Gemeine Becherjungfer – Enallagma cyathigerum
  - Bileks Azurjungfer – Coenagrion hylas
  - Vogel-Azurjungfer – Coenagrion ornatum
  - Helm-Azurjungfer – Coenagrion mercuriale
  - Hauben-Azurjungfer – Coenagrion armatum
  - Hufeisen-Azurjungfer – Coenagrion puella
  - Fledermaus-Azurjungfer – Coenagrion pulchellum
  - Speer-Azurjungfer – Coenagrion hastulatum
  - Mond-Azurjungfer – Coenagrion lunulatum
  - Südliche Azurjungfer – Coenagrion caerulescens (Mittelmeergebiet)
  - Gabel-Azurjungfer – Coenagrion scitulum (Mittelmeergebiet)